# Karwa Ćaut
Karwa Ćaut (po angielsku Karva Chauth) – coroczne święto hinduistyczne obchodzone cztery dni po pierwszej pełni następującej po równonocy jesiennej. Obchodzone jest przez kobiety, które modlą się wtedy za swoich mężów. Cały dzień poszczą, dopiero po wschodzie księżyca, gdy mąż da im coś do zjedzenia i do wypicia, mogą zacząć wspólny posiłek. Kobiety niezamężne, które w najbliższym czasie nie zamierzają wyjść za mąż, nie poszczą. Kobiety, które mają narzeczonych lub chcą wyjść za mąż również mogą pościć.
Przed wschodem słońca wszystkie zamężne kobiety mogą zjeść tyle, ile tylko zdołają. Za utrzymanie postu do zachodu słońca, otrzymują od mężów drogi prezent; najczęściej w postaci złotych bransoletek lub złotego naszyjnika.
Święto to pokazane jest m.in. w takich filmach indyjskich jak Deewana, Yes Boss, Czasem słońce, czasem deszcz, Biwi No.1, Hum Dil De Chuke Sanam, Żona dla zuchwałych, Shaan.